# 日本基督教団横須賀上町教会
日本基督教団横須賀上町教会（にほんキリストきょうだんよこすかうわまちきょうかい）は、神奈川県横須賀市上町2-43にある教会堂建築。外装は下見板張で尖頭アーチ型のギロチン窓を礼拝堂の各面に配置し、道路側に設けられた切妻屋根の塔屋に十字架を掲げる。昭和5年（1930年）頃の建設当時は平屋であったが2階を居住として昭和25年（1950年）に増築した。設計したのはウイリアム・ヴォーリズの弟子、横田末吉。国の登録文化財。